# Pomoxis
Cá Crappie (phát âm như là /ˈkræpiː/ hay /ˈkrɒpiː/) (Danh pháp khoa học: Pomoxis) là một chi cá trong họ cá Thái dương (Centrarchidae) thuộc bộ cá vược, chúng là các loài cá nước ngọt bản địa của vùng Bắc Mỹ. Chi này có hai loài và cả hai loài này là loài cá câu thể thao ưa thích và được xếp vào thể loại cá áp chảo (pan fish).

## Từ nguyên
Chi Pomoxis có tên gọi từ nguồn gốc từ tiếng Hy Lạp: πώμα (bao gồm, cắm) và οξύς (sắc nét). Tên phổ biến (cũng được đánh vần là croppie hay crappé) xuất phát từ câu cá crap của người Pháp ở Canada, có nghĩa là nhiều loài cá khác nhau trong họ cá thái dương. Các tên khác cho việc ca ngợi là Papermouth, cá vược dâu tây, cá đốm hoặc specks (đặc biệt là ở Michigan), cá mập xám, cá vược Crappie, Cá vược calico, (khắp các tiểu bang Trung Đại Tây Dương và New England), hay cá sac-a-lait Ở miền nam Louisiana, nghĩa là "túi sữa" (một sự thay đổi bởi nguyên âm dân gian từ Choctaw sakli) và cá Oswego.

## Các loài
Hiện hành có hai loài được ghi nhận trong chi này là
- Pomoxis annularis Rafinesque, 1818 (Cá Crappie trắng)
- Pomoxis nigromaculatus (Lesueur, 1829) (Cá Crappie đen)

## Đặc điểm
Cả hai loài Crappie khi trưởng thành ăn chủ yếu trên các loài cá nhỏ hơn, bao gồm cả những cá con của kẻ thù của mình (bao gồm cá chó phương Bắc, muskellunge, và cá walleye). Chúng có chế độ ăn uống đa dạng, tuy nhiên, bao gồm động vật phù du, côn trùng và động vật giáp xác. Vào ban ngày, chúng có xu hướng ít hoạt động hơn và sẽ tập trung xung quanh các loại cỏ dại hoặc các vật chìm, chẳng hạn như gỗ tròn và đá cuội để nghỉ ngơi và trốn kẻ thù. Chúng kiếm ăn vào buổi bình minh và hoàng hôn, bằng cách di chuyển vào trong nước hoặc tiếp cận bờ.
Các loài Pomoxis được đánh giá cao là cá áp chảo và thường được coi là một trong số những loài cá nước ngọt có vị ngon nhất. Bởi vì chế độ ăn uống đa dạng của chúng. Crappies cũng phổ biến với người đánh cá băng, vì chúng hoạt động vào mùa đông. Hiện tại, kỷ lục câu cá thế giới đánh bắt cá đen là 2.25 kg (5.0 lb) và một con cá trắng là 2.35 kg (5.2 lb). Cá Crappie rất phổ biến ở khắp Bắc Mỹ. Chúng thường xuyên được đánh bắt và đánh bắt trong thời kỳ đẻ trứng. Crappie trắng là một con cá nặng 5 cân bắt 31 tháng 7 năm 1957 bởi Fred Brigh ở Mississippi. Mỹ vào ngày 31 tháng 7 năm 1957 với trọng lượng 2.35 kg (5 lbs, 3 oz.)